# 大王殿
大王殿（でおどん/でおうどん/うぉーどん）とは、鹿児島県内（薩摩・大隅地方）の年中行事において出現する仮面神の一つである。日置市日吉町日置で行われる御田植祭「せっぺとべ」に出現する巨大な神像などが著名である。地元芋焼酎の銘柄名にもなっている。

## 概要
南九州地方や奄美諸島などでは盆の終わりや、秋の収穫感謝祭である「ホゼ（放生会）」、年の瀬の時期などに仮面を着けた来訪神が現れる風習が複数存在する。悪石島のボゼや薩摩硫黄島のメンドン、甑島のトシドンのほか、鹿児島県曽於市・宮崎県都城市・同県日南市の弥五郎どん、同県串間市のメゴスリなどが知られるが、大王殿もそれに似ており、鹿児島県日置市「せっぺとべ」と、同県姶良郡湧水町吉松地域の大王殿祭りに出現する。ただし読みはせっぺとべでは「デオドン」・「デオウドン」、大王殿祭りでは「ウォードン」である。 

## せっぺとべの大王殿
毎年6月初旬に日置市で開催される「せっぺとべ」の大王殿（デオドン）は、日置八幡神社が主催する祭に現れる。体長3メートルほどの巨人で、白い顔に薄茶色の髪と髭を蓄え、茶色に染めた着物を着て腰に刀を差す。神田にて若者達による「せっぺとべ」が行われる際に八幡神社から出発（御下り）し、神事を見守る。曽於市の弥五郎どんに似ているが、弥五郎どんよりも小型である。顔（仮面）は、1641年（寛永18年）に島津久慶が奉納したものを代々使用してきたが、2008年（平成20年）に損傷が激しくなったとして保管され、新しいものに交換された。
地元の酒造メーカー小正醸造が「薩摩の大王殿」という芋焼酎の銘柄を販売している。

## 大王殿祭りの大王殿
毎年11月19日（ホゼの1週間前）に姶良郡湧水町川西の箱崎八幡神社で行われる「大王殿祭り」に現れる大王殿（ウォードン）は、男女2神である。「神王面」と呼ばれる能面のような仮面で、胴体はない。男神はシワのある老人のような黒い顔、女神は若年にみえる白い顔をもつ。顔の造りに能面には見られない特徴があることから、能の成立以前の室町時代に造られたと推測されている。祭りでは、宮司・氏子たちが2面を金剛杖の先に掲げ、「ウォー、ウォー」と叫びながら町内を巡幸する。吉松地域内の鶴松地区の村境と、川添地区の村境を回り祈祷することで、悪霊や邪気を地域の外に退散させる。

## 大王神
鹿児島県下では、大王殿のほかにも秋の収穫祭（ホゼ）の時期に弥五郎どんのような仮面神が現れ村内を巡る行事が多く知られている。日置市の大王殿も現在は初夏のせっぺとべに現れているが、『三国名勝図会』によるとかつてはホゼの時期に現れていたという。したがって、一連の仮面神行事は共通性のあるものと捉えられている。
また湧水町鶴丸地区の八幡神社に「大王神」と書かれた石柱があるほか、南九州各地に「大王神社」が存在することから、大王殿祭りには『大王神』と呼ばれるこの地域の地主神信仰との関係が想定されている。